# 何の病気で死ぬのだろうか
『何の病気で死ぬのだろうか』（なんのびょうきでしぬのだろうか、西: De que mal morira?, 英: What disease will he die of?）は、フランシスコ・デ・ゴヤが1797年から1799年に制作した銅版画である。エッチング。80点の銅版画で構成された版画集《ロス・カプリーチョス》（Los Caprichos, 「気まぐれ」の意）の第40番として描かれた。《ロス・カプリーチョス》の第37番から第42番まである6点のロバをモチーフに描いた小連作のうちのひとつである。マドリードのプラド美術館に準備素描が所蔵されている。

## 作品

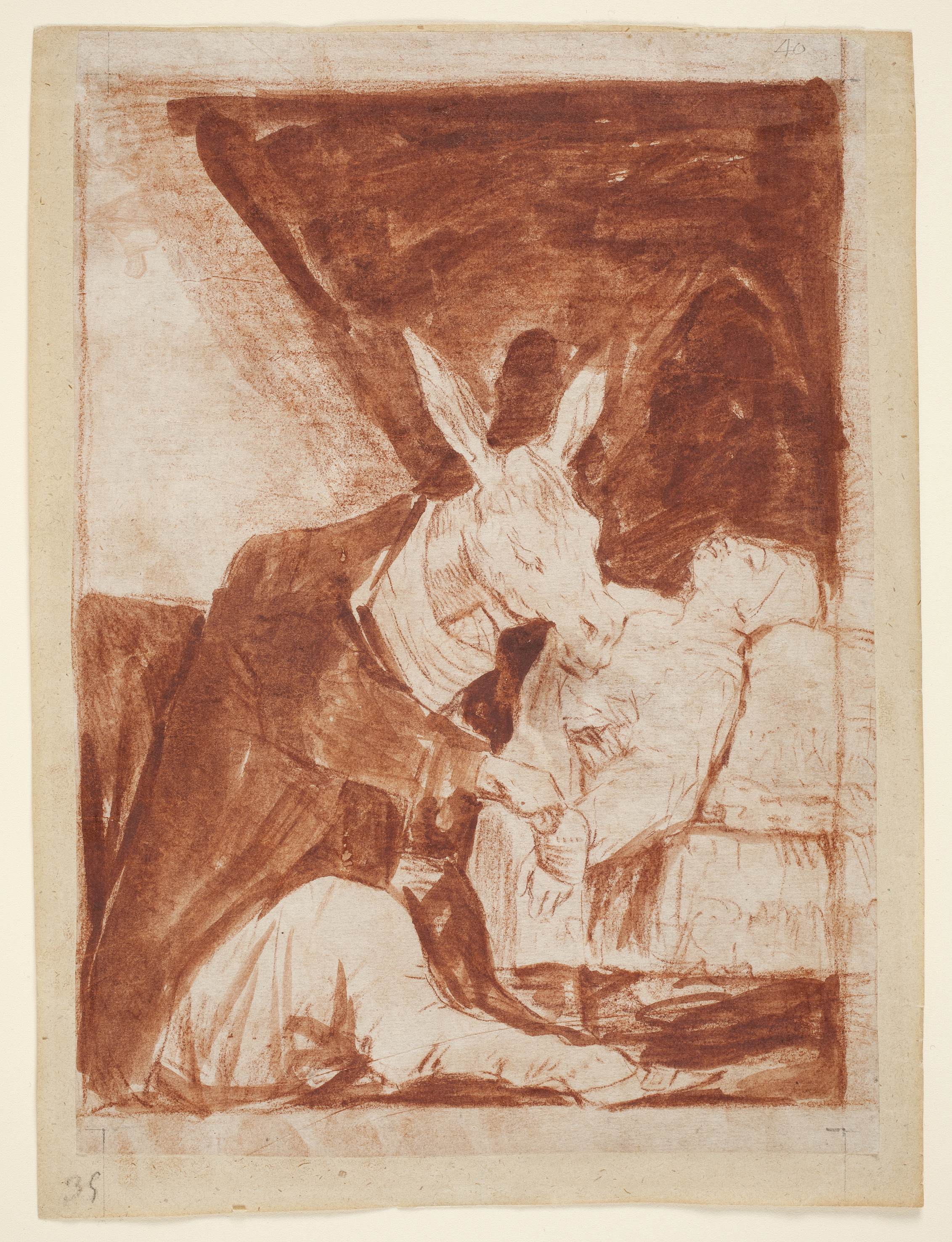
準備素描。

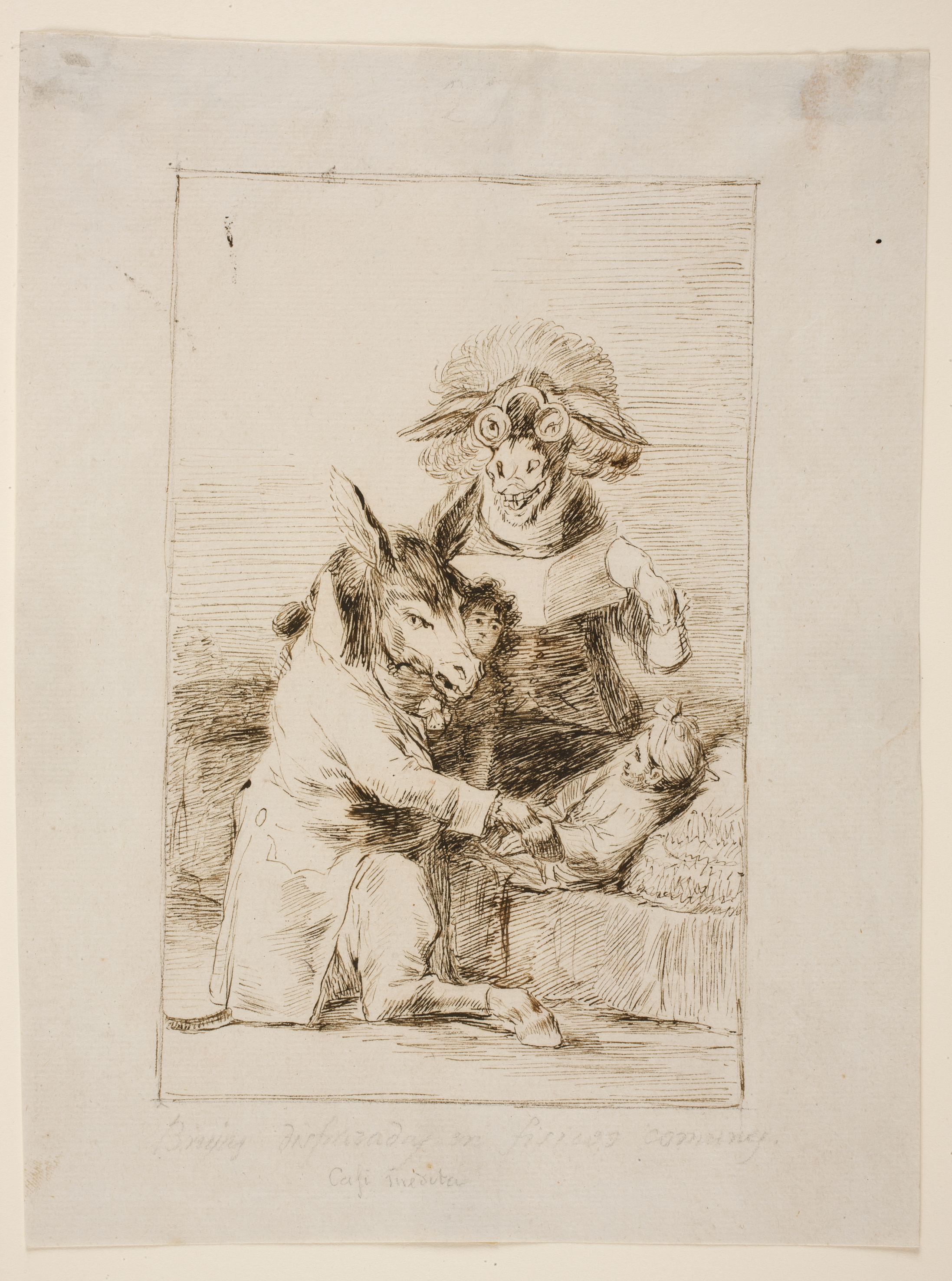
《夢》第27番「ありふれた医者に変装した魔物たち」。

人の姿をしたロバがベッドの脇に座り、右前足の蹄で横たわる男の腕をつかんでいる。ロバはどうやら医者であり、患者の脈をとっているらしい。ロバの身なりは立派で、フロックコートを羽織り、お洒落な黒い靴を履き、右前足には非常に大きな宝石の指輪を身に着けている。ロバは診察に集中しており、その表情は真剣である。しかし仕事の邪魔になる恐れがあるにもかかわらず指輪を外していない。これに対して患者は口を開いてぐったりとしており、瀕死の状態であることがうかがえる。また画面奥にはカーテン越しに医者の診断を待つ患者の家族と思われる2人の人影があり、彼らの存在もまた患者の臨終が近いことを予期させる。
ロバはヨーロッパの図像的伝統では「無知」や「愚鈍」を象徴した。ゴヤは医者をロバの姿で描くことで、無知なやぶ医者や、やぶ医者に身を委ねる人々の無分別さを非難している。スペイン国立図書館の手稿はこの版画について「野蛮で無知な医師の言葉をよく聞く病人がどんな病いで死んだのかを尋ねる必要はない」と明確かつ簡潔にコメントしている。またロバが身に着けた指輪は、当時の医者が親指に大きなダイヤモンドの指輪をはめ、自身の高いステータスを誇示したことの諷刺であるという。
18世紀はイギリスやオランダに優れた医師が現れ、医学が大きく進歩した時代であった。スペインでもアンドレス・ピケールが国王フェルナンド6世に仕え、医学の発展に貢献した。さらにカルロス3世の治世にはサラマンカ大学の医学教育が改革され、近代医学が教授されるようになった。しかしそれによって怪しげな治療を行う前近代的な医者が一掃されたわけではなかった。バロック期のスペインの作家フランシスコ・デ・ケベードは、すでに著書『夢』（Los Sueños）の第5巻で、医師が職に就くための必要な訓練が不足していることを指摘している。この作品は一般大衆が医者に対して抱いていた根強い不信感を代弁していると言えよう。

### 着想源
図像的には《ロス・カプリーチョス》の初期構想である《夢》の第27番「ありふれた医者に変装した魔物たち」（Brujas disfrazadas en fisicos comunes）から発展している。ここでは画面中央にロバの医者と患者のほかにも、ベッドの向こう側に鼻眼鏡を乗せてカツラをかぶった別のロバと若い女性が描かれている。美術史家エンリケ・ラフエンテ・フェラーリは、この図像に描かれている男性の患者がアルバ公爵ホセ・アルバレス・デ・トレド・オソリオ・イ・グスマンであり、若い女性はその夫人マリア・デ・シルバ・イ・アルバレス・デ・トレドではないかと指摘している。であるならば、ゴヤはアルバ公爵の死の原因が治療した医師の無力さによるものであると非難していることになる。
ゴヤは準備素描の段階で《夢》第27番の図像から画面中央の鼻眼鏡を乗せたロバと女性像を削除し、その代わりに2人の人影を追加した。準備素描と完成作との間に大きな差異はない。ゴヤはこれらの図像の着想を諺から得たらしい。美術史家ナイジェル・グレンディニングは完成作の着想源を諺の「ロバの医者はどの患者にも同じ軟膏を塗る」と推測し、同様に本作品の出発点となった《夢》第27番についても諺の「病人一人に健康な医者を二人をつけると、病人は死ぬ」と推測している。

## 来歴
プラド美術館所蔵の《ロス・カプリーチョス》の準備素描は、ゴヤが死去すると息子フランシスコ・ハビエル・ゴヤ・イ・バエウ（Francisco Javier Goya y Bayeu）、さらに孫のマリアーノ・デ・ゴヤ（Mariano de Goya）に相続された。スペイン女王イサベル2世の宮廷画家で、ゴヤの素描や版画の収集家であったバレンティン・カルデレラは、1861年頃にマリアーノから準備素描を入手した。1880年に所有者が死去すると、甥のマリアーノ・カルデレラ（Mariano Carderera）に相続され、1886年11月12日の王命によりプラド美術館によって購入された。

## ギャラリー
他のロバの小連作

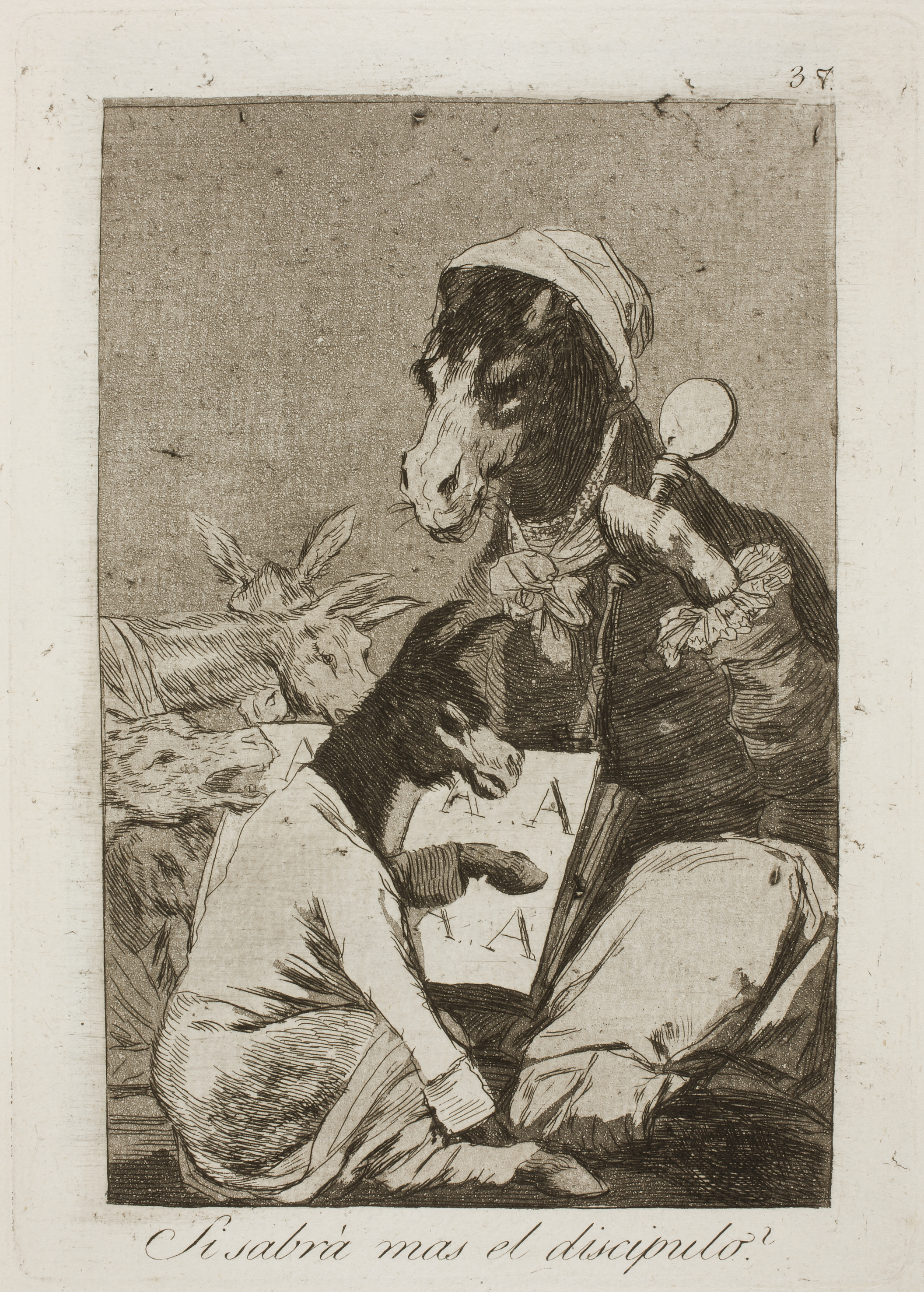
第37番「弟子のほうが物知りなのだろうか」
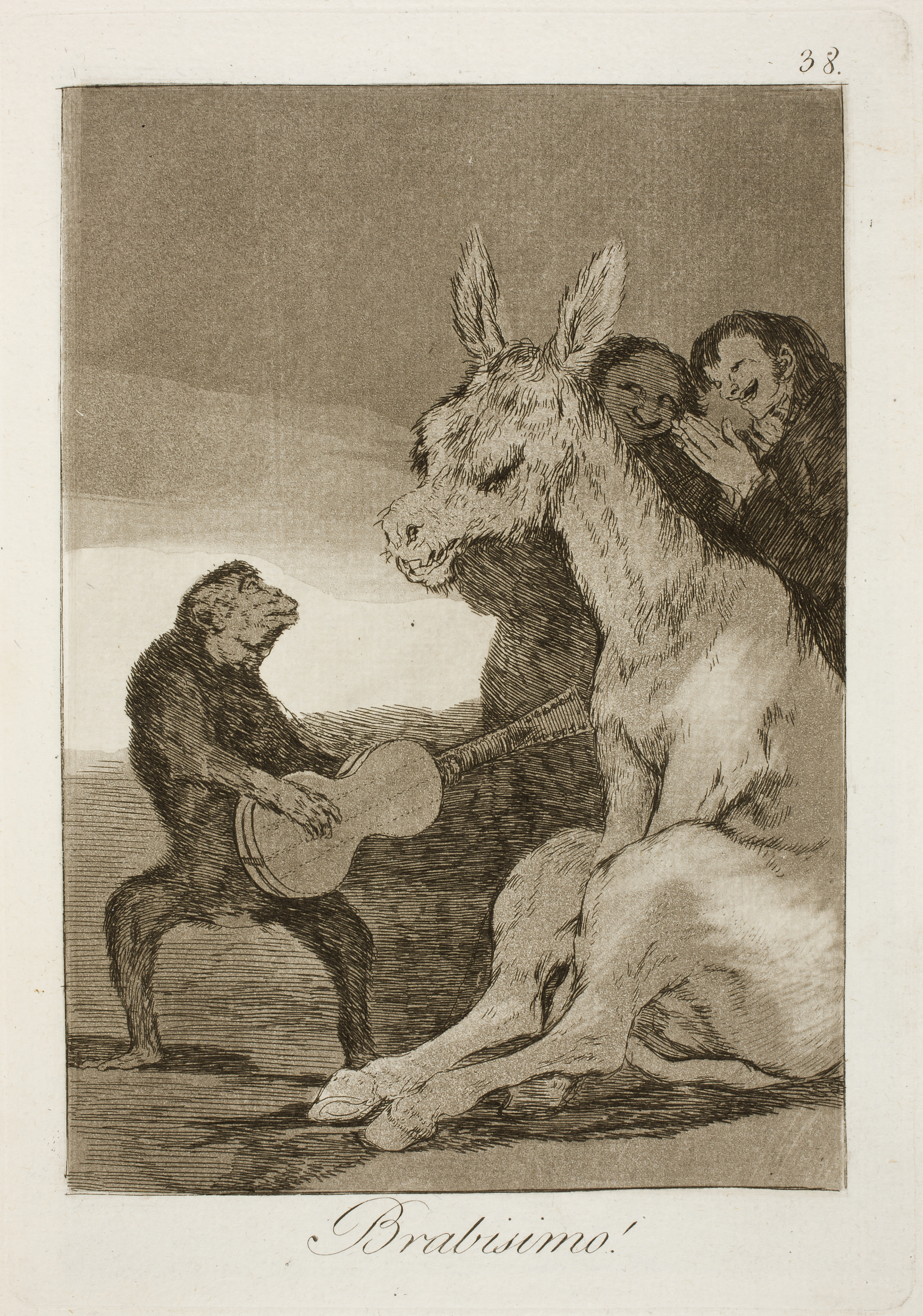
第38番「ブラボー」

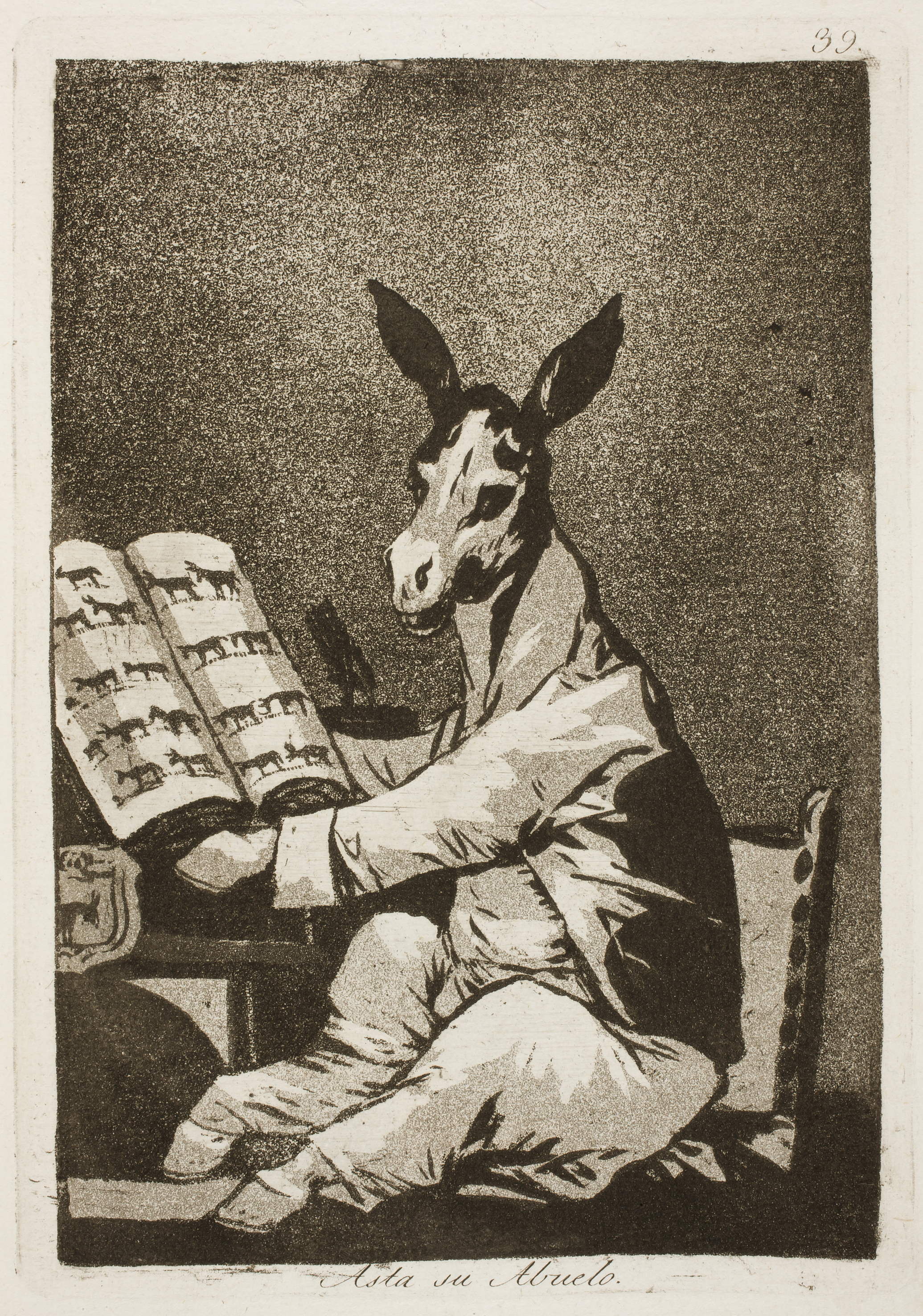
第39番「祖父の代までも」
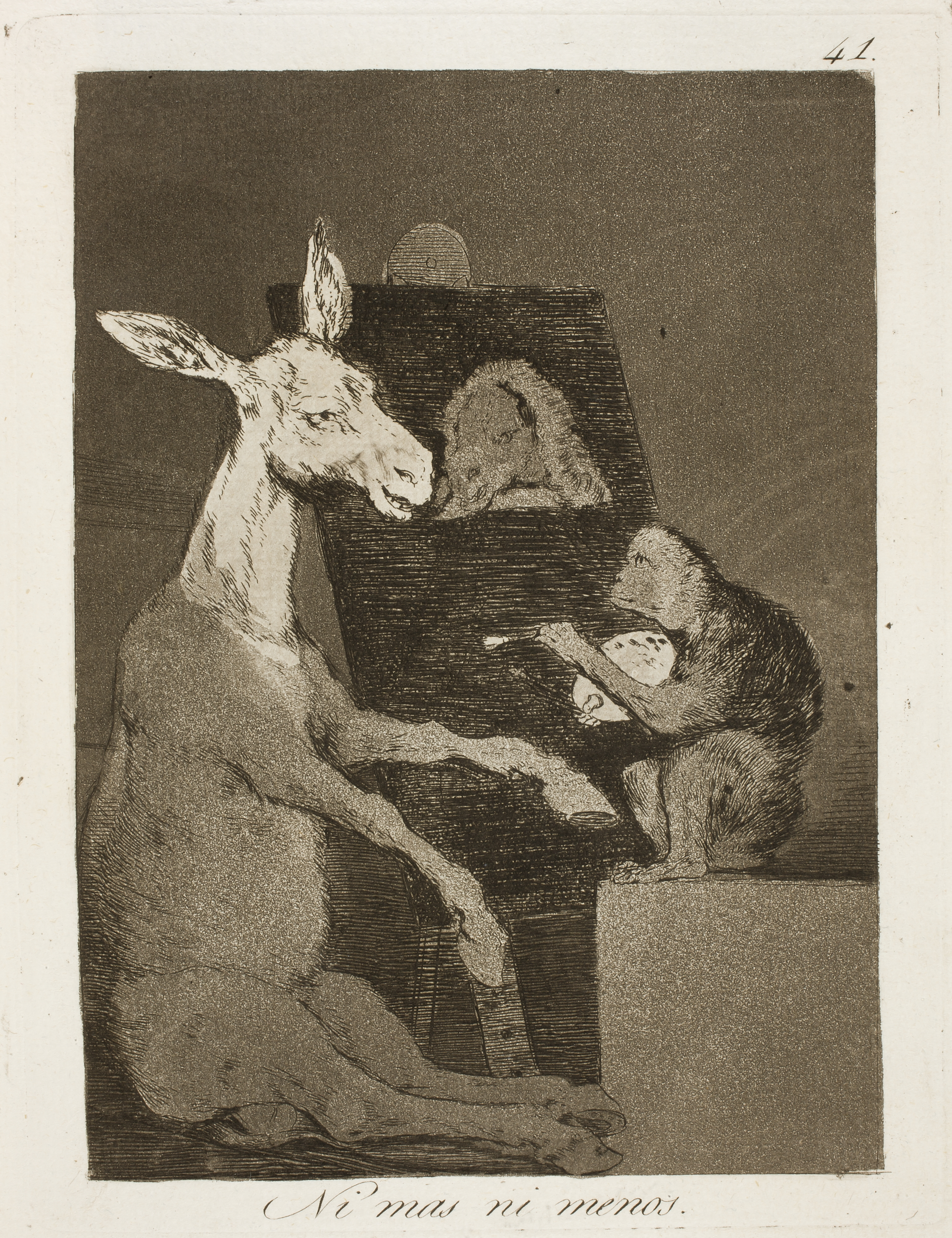
第41番「あるがままの姿に」
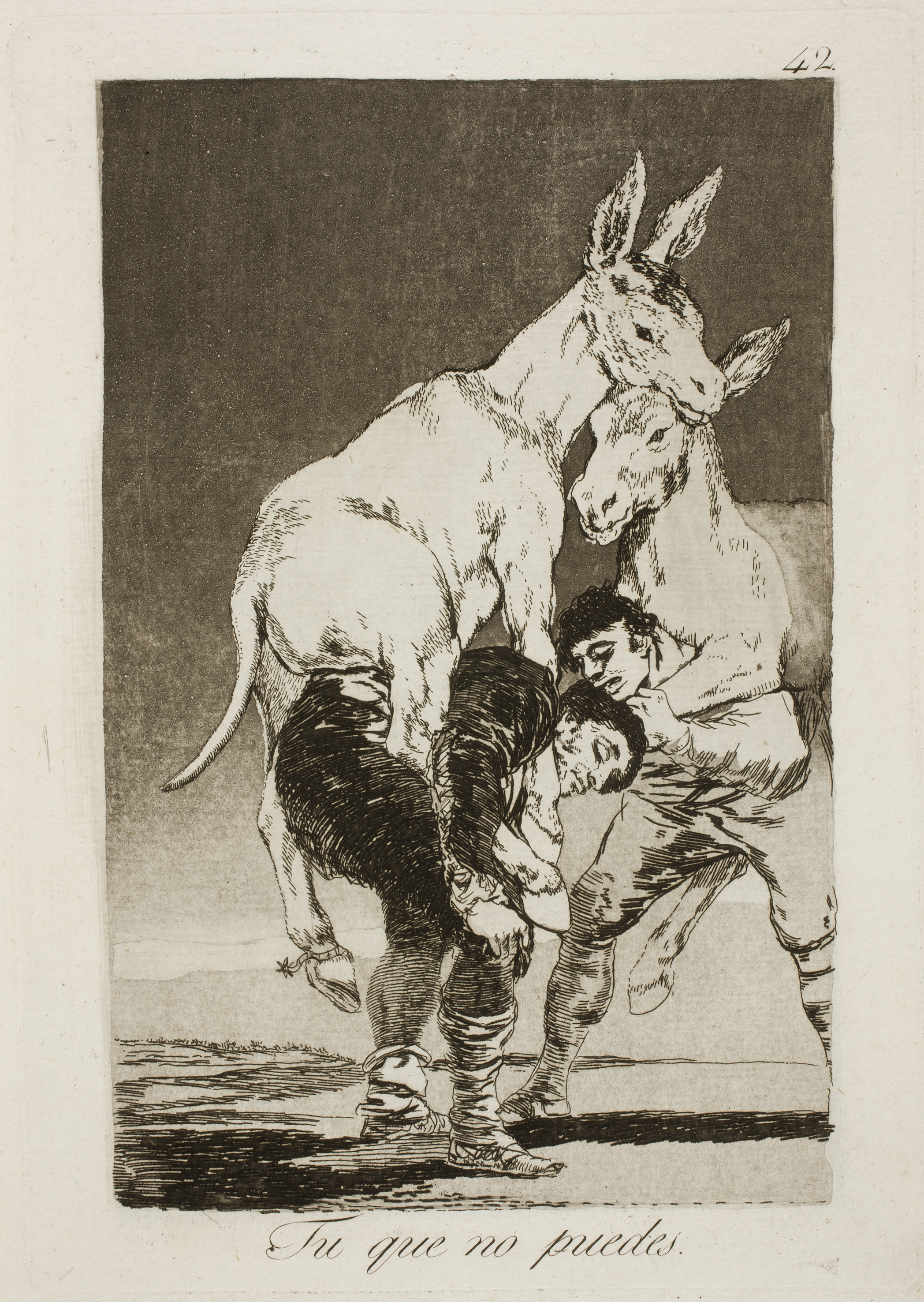
第42番「お前には苦労をかけるが」